# Trådlöst och kärleksfullt
Trådlöst och kärleksfullt är en svensk film från 1931 i regi av Frederick Lindh. 

## Om filmen
Filmen premiärvisades 25 april 1931 på biograf Olympia i Stockholm. Den spelades in vid Les Studios Paramount i Joinville utanför Paris av Ted Pahle. 

## Rollista
- Paul Seelig – uppfinnare
- Karin Swanström – hans värdinna
- Margita Alfvén – hennes dotter
- Ragnar Widestedt – dotterns arbetsgivare
- Weyler Hildebrand
- Torben Meyer
- Rune Andersson